# Дмитриевка (Северо-Казахстанская область)
Дмитриевка (каз. Дмитриевка) — село в Тимирязевском районе Северо-Казахстанской области Казахстана. Административный центр Дмитриевского сельского округа. Код КАТО — 596237100.

## История
Основано в 1893 г. переселенцами из Орловской, Полтавской и Черниговской губерний. В 1976—1996 гг. — центральная усадьба зерносовхоза «Дмитриевский».

## Население
В 1999 году население села составляло 884 человека (435 мужчин и 449 женщин). По данным переписи 2009 года, в селе проживало 709 человек (362 мужчины и 347 женщин).